# Діфіл
Діфі́л (350 — 263 роки до н. е.) — давньогрецький поет — комедіограф, представник нової аттичної комедії.

## Життєпис
Народився у м. Сіноп. Сучасник Менандра. Багато подорожував, значну частину життя прожив в Афінах. Тут він деякий час був коханцем гетери Ґнатени. Наприкінці життя Діфіл знову пустився в мандри й помер у м. Смірна. Загалом Діфіл написав близько 100 комедій, з яких збереглися 50. Був майстром в зображенні інтриги, проте гумор у нього трохи грубуватий. Давньоримські комедіографи — Плавт та Теренцій запозичили чимало у Діфіла.
Стиль Діфіла був простим та природним, багато уваги приділяв віршуванню. Темами його творів здебільшого були міфологічні сюжети. лексика Діфіла дещо архаїчна, використовував мовні звороти з Арілоха та Гіппонакта.

## Найвідоміші твори
- Пліт
- Разом помираючі
- Брати
- Купальня
- Весілля
- Парасіт
- Геракл
- Геро

## Ставлення до багатства
Ставлення поета до багатства демонструє такий його вірш:
```
 Вважаю, немає нічого, що золото в силі затьмарить,
 Ним справи вершаться і рішення ділом стають.
 В такому житті всяк достойний, цілком справедливо зазначу,
 Презирство до золота й срібла в душі своїй чистій несе.
```